# Кубок Англії з футболу 1971—1972
Кубок Англії з футболу 1971—1972 — 91-й розіграш найстарішого футбольного турніру у світі, Кубка виклику Футбольної Асоціації, також відомого як Кубок Англії. Вперше титул здобув Лідс Юнайтед.

## Перший раунд
| Дата                      | Господарі                | Рахунок | Гості             |
| ------------------------- | ------------------------ | ------- | ----------------- |
| 20 листопада              | Енфілд                   | 2:0     | Мейденгед Юнайтед |
| 20 листопада              | Честер Сіті              | 1:1     | Менсфілд Таун     |
| 22 листопада Перегравання | Менсфілд Таун            | 4:3     | Честер Сіті       |
| 20 листопада              | Честерфілд               | 3:0     | Олдем Атлетік     |
| 20 листопада              | Гартліпул Юнайтед        | 6:1     | Скарборо          |
| 20 листопада              | Борнмут                  | 11:0    | Маргейт           |
| 20 листопада              | Барроу                   | 0:2     | Дарлінгтон        |
| 20 листопада              | Рочдейл                  | 1:3     | Барнслі           |
| 20 листопада              | Волсолл                  | 4:1     | Дагенем           |
| 20 листопада              | Джиллінгем               | 3:2     | Плімут Аргайл     |
| 20 листопада              | Ноттс Каунті             | 6:0     | Ньюпорт Каунті    |
| 20 листопада              | Блекберн Роверз          | 1:1     | Порт Вейл         |
| 22 листопада Перегравання | Порт Вейл                | 3:1     | Блекберн Роверз   |
| 20 листопада              | Болтон Вондерерз         | 3:0     | Бангор Сіті       |
| 20 листопада              | Кру Александра           | 0:1     | Блайт Спартанс    |
| 20 листопада              | Лінкольн Сіті            | 1:2     | Бері              |
| 20 листопада              | Донкастер Роверз         | 1:2     | Стокпорт Каунті   |
| 20 листопада              | Рексем                   | 5:1     | Бредфорд Сіті     |
| 20 листопада              | Бристоль Роверз          | 3:0     | Телфорд Юнайтед   |
| 20 листопада              | Кінгс-Лінн               | 0:0     | Герефорд Юнайтед  |
| 24 листопада Перегравання | Герефорд Юнайтед         | 1:0     | Кінгс-Лінн        |
| 20 листопада              | Брайтон енд Гоув Альбіон | 7:1     | Гіллінгдон Боро   |
| 20 листопада              | Скелмерсдейл Юнайтед     | 0:4     | Транмер Роверз    |
| 20 листопада              | Саутенд Юнайтед          | 1:0     | Астон Вілла       |
| 20 листопада              | Фріклі Кольєрі           | 2:2     | Ротергем Юнайтед  |
| 24 листопада Перегравання | Ротергем Юнайтед         | 4:0     | Фріклі Кольєрі    |
| 20 листопада              | Саутпорт                 | 1:3     | Воркінгтон        |
| 20 листопада              | Торкі Юнайтед            | 1:0     | Нанітон Боро      |
| 20 листопада              | Елсмір Порт Таун         | 0:3     | Бостон Юнайтед    |
| 20 листопада              | Йорк Сіті                | 4:2     | Грімсбі Таун      |
| 20 листопада              | Вітні Таун               | 0:3     | Ромфорд           |
| 20 листопада              | Кеттерінг Таун           | 2:4     | Барнет            |
| 20 листопада              | Гілфорд Сіті             | 0:0     | Дувр              |
| 24 листопада Перегравання | Дувр                     | 0:2     | Гілфорд Сіті      |
| 20 листопада              | Віган Атлетік            | 2:1     | Галіфакс Таун     |
| 20 листопада              | Саут Шилдс               | 3:3     | Сканторп Юнайтед  |
| 29 листопада Перегравання | Сканторп Юнайтед         | 2:3     | Саут Шилдс        |
| 20 листопада              | Колчестер Юнайтед        | 1:4     | Шрусбері Таун     |
| 20 листопада              | Бейсінгсток Таун         | 1:5     | Нортгемптон Таун  |
| 20 листопада              | Бріджвотер Юнайтед       | 0:3     | Редінг            |
| 20 листопада              | Кембридж Юнайтед         | 2:1     | Веймут            |
| 20 листопада              | Кроулі Таун              | 0:0     | Ексетер Сіті      |
| 24 листопада Перегравання | Ексетер Сіті             | 2:0     | Кроулі Таун       |
| 20 листопада              | Реддітч Юнайтед          | 1:1     | Пітерборо Юнайтед |
| 22 листопада Перегравання | Пітерборо Юнайтед        | 6:0     | Реддітч Юнайтед   |
| 20 листопада              | Свонсі Сіті              | 1:1     | Брентфорд         |
| 22 листопада Перегравання | Брентфорд                | 2:3     | Свонсі Сіті       |
| 23 листопада              | Россендейл Юнайтед       | 1:0     | Олтрінгем         |
| 24 листопада              | Олдершот                 | 4:2     | Алвечарч          |

## Другий раунд
До другого раунду увійшли переможці першого раунду. 
| Дата                   | Господарі                | Рахунок | Гості                    |
| ---------------------- | ------------------------ | ------- | ------------------------ |
| 11 грудня              | Борнмут                  | 2:0     | Саутенд Юнайтед          |
| 11 грудня              | Барнет                   | 1:4     | Торкі Юнайтед            |
| 11 грудня              | Редінг                   | 1:0     | Олдершот                 |
| 11 грудня              | Шрусбері Таун            | 2:1     | Гілфорд Сіті             |
| 11 грудня              | Рексем                   | 4:0     | Віган Атлетік            |
| 11 грудня              | Барнслі                  | 0:0     | Честерфілд               |
| 15 грудня Перегравання | Честерфілд               | 1:0     | Барнслі                  |
| 11 грудня              | Бристоль Роверз          | 3:0     | Кембридж Юнайтед         |
| 11 грудня              | Россендейл Юнайтед       | 1:4     | Болтон Вондерерз         |
| 11 грудня              | Брайтон енд Гоув Альбіон | 1:1     | Волсолл                  |
| 14 грудня Перегравання | Волсолл                  | 2:1     | Брайтон енд Гоув Альбіон |
| 11 грудня              | Блайт Спартанс           | 1:0     | Стокпорт Каунті          |
| 11 грудня              | Менсфілд Таун            | 2:2     | Транмер Роверз           |
| 15 грудня Перегравання | Транмер Роверз           | 4:2     | Менсфілд Таун            |
| 11 грудня              | Порт Вейл                | 1:0     | Дарлінгтон               |
| 11 грудня              | Воркінгтон               | 1:3     | Бері                     |
| 11 грудня              | Герефорд Юнайтед         | 0:0     | Нортгемптон Таун         |
| 14 грудня Перегравання | Нортгемптон Таун         | 2:2     | Герефорд Юнайтед         |
| 20 грудня Перегравання | Герефорд Юнайтед         | 2:1     | Нортгемптон Таун         |
| 11 грудня              | Ротергем Юнайтед         | 1:1     | Йорк Сіті                |
| 13 грудня Перегравання | Йорк Сіті                | 2:3     | Ротергем Юнайтед         |
| 11 грудня              | Ромфорд                  | 0:1     | Джиллінгем               |
| 11 грудня              | Бостон Юнайтед           | 2:1     | Гартліпул Юнайтед        |
| 11 грудня              | Пітерборо Юнайтед        | 4:0     | Енфілд                   |
| 11 грудня              | Саут Шилдс               | 1:3     | Ноттс Каунті             |
| 11 грудня              | Свонсі Сіті              | 0:0     | Ексетер Сіті             |
| 15 грудня Перегравання | Ексетер Сіті             | 0:1     | Свонсі Сіті              |

## Третій раунд
| Дата                  | Господарі               | Рахунок | Гості                   |
| --------------------- | ----------------------- | ------- | ----------------------- |
| 15 січня              | Блекпул                 | 0:1     | Челсі                   |
| 15 січня              | Бернлі                  | 0:1     | Гаддерсфілд Таун        |
| 15 січня              | Бері                    | 1:1     | Ротергем Юнайтед        |
| 24 січня Перегравання | Ротергем Юнайтед        | 2:1     | Бері                    |
| 15 січня              | Престон Норт-Енд        | 4:2     | Бристоль Сіті           |
| 15 січня              | Саутгемптон             | 1:1     | Манчестер Юнайтед       |
| 19 січня Перегравання | Манчестер Юнайтед       | 4:1     | Саутгемптон             |
| 15 січня              | Вотфорд                 | 1:4     | Ноттс Каунті            |
| 15 січня              | Волсолл                 | 1:0     | Борнмут                 |
| 15 січня              | Болтон Вондерерз        | 2:1     | Торкі Юнайтед           |
| 15 січня              | Вулвергемптон Вондерерз | 1:1     | Лестер Сіті             |
| 19 січня Перегравання | Лестер Сіті             | 2:0     | Вулвергемптон Вондерерз |
| 15 січня              | Вест-Бромвіч Альбіон    | 1:2     | Ковентрі Сіті           |
| 15 січня              | Сандерленд              | 3:0     | Шеффілд Венсдей         |
| 15 січня              | Дербі Каунті            | 3:0     | Шрусбері Таун           |
| 15 січня              | Свіндон Таун            | 0:2     | Арсенал                 |
| 15 січня              | Шеффілд Юнайтед         | 1:3     | Кардіфф Сіті            |
| 24 січня              | Ньюкасл Юнайтед         | 2:2     | Герефорд Юнайтед        |
| 5 лютого Перегравання | Герефорд Юнайтед        | 2:1     | Ньюкасл Юнайтед         |
| 15 січня              | Тоттенгем Готспур       | 1:1     | Карлайл Юнайтед         |
| 18 січня Перегравання | Карлайл Юнайтед         | 1:3     | Тоттенгем Готспур       |
| 15 січня              | Манчестер Сіті          | 1:1     | Мідлсбро                |
| 18 січня Перегравання | Мідлсбро                | 1:0     | Манчестер Сіті          |
| 15 січня              | Квінз Парк Рейнджерс    | 1:1     | Фулгем                  |
| 18 січня Перегравання | Фулгем                  | 2:1     | Квінз Парк Рейнджерс    |
| 15 січня              | Вест Гем Юнайтед        | 2:1     | Лутон Таун              |
| 15 січня              | Норвіч Сіті             | 0:3     | Галл Сіті               |
| 15 січня              | Міллволл                | 3:1     | Ноттінгем Форест        |
| 15 січня              | Крістал Пелес           | 2:2     | Евертон                 |
| 18 січня Перегравання | Евертон                 | 3:2     | Крістал Пелес           |
| 15 січня              | Блайт Спартанс          | 2:2     | Редінг                  |
| 19 січня Перегравання | Редінг                  | 6:1     | Блайт Спартанс          |
| 15 січня              | Чарльтон Атлетік        | 0:0     | Транмер Роверз          |
| 17 січня Перегравання | Транмер Роверз          | 4:2     | Чарльтон Атлетік        |
| 15 січня              | Лідс Юнайтед            | 4:1     | Бристоль Роверз         |
| 15 січня              | Сток Сіті               | 2:1     | Честерфілд              |
| 15 січня              | Бостон Юнайтед          | 0:1     | Портсмут                |
| 15 січня              | Пітерборо Юнайтед       | 0:2     | Іпсвіч Таун             |
| 15 січня              | Бірмінгем Сіті          | 3:0     | Порт Вейл               |
| 15 січня              | Оксфорд Юнайтед         | 0:3     | Ліверпуль               |
| 15 січня              | Лейтон Орієнт           | 3:0     | Рексем                  |
| 15 січня              | Свонсі Сіті             | 1:0     | Джиллінгем              |

## Четвертий раунд
У цьому раунді зіграли переможці попереднього етапу.
| Дата                   | Господарі         | Рахунок | Гості             |
| ---------------------- | ----------------- | ------- | ----------------- |
| 5 лютого               | Ліверпуль         | 0:0     | Лідс Юнайтед      |
| 9 лютого Перегравання  | Лідс Юнайтед      | 2:0     | Ліверпуль         |
| 5 лютого               | Престон Норт-Енд  | 0:2     | Манчестер Юнайтед |
| 5 лютого               | Редінг            | 1:2     | Арсенал           |
| 5 лютого               | Лестер Сіті       | 0:2     | Лейтон Орієнт     |
| 5 лютого               | Дербі Каунті      | 6:0     | Ноттс Каунті      |
| 5 лютого               | Евертон           | 2:1     | Волсолл           |
| 5 лютого               | Транмер Роверз    | 2:2     | Сток Сіті         |
| 9 лютого Перегравання  | Сток Сіті         | 2:0     | Транмер Роверз    |
| 5 лютого               | Тоттенгем Готспур | 2:0     | Ротергем Юнайтед  |
| 5 лютого               | Ковентрі Сіті     | 0:1     | Галл Сіті         |
| 5 лютого               | Портсмут          | 2:0     | Свонсі Сіті       |
| 5 лютого               | Міллволл          | 2:2     | Мідлсбро          |
| 8 лютого Перегравання  | Мідлсбро          | 2:1     | Міллволл          |
| 5 лютого               | Челсі             | 3:0     | Болтон Вондерерз  |
| 5 лютого               | Гаддерсфілд Таун  | 3:0     | Фулгем            |
| 5 лютого               | Кардіфф Сіті      | 1:1     | Сандерленд        |
| 9 лютого Перегравання  | Сандерленд        | 1:1     | Кардіфф Сіті      |
| 14 лютого Перегравання | Кардіфф Сіті      | 3:1     | Сандерленд        |
| 9 лютого               | Герефорд Юнайтед  | 0:0     | Вест Гем Юнайтед  |
| 14 лютого Перегравання | Вест Гем Юнайтед  | 3:1     | Герефорд Юнайтед  |
| 5 лютого               | Бірмінгем Сіті    | 1:0     | Іпсвіч Таун       |

## П'ятий раунд
На цьому етапі зіграли переможці попереднього раунду.
| Дата                    | Господарі         | Рахунок | Гості             |
| ----------------------- | ----------------- | ------- | ----------------- |
| 26 лютого               | Дербі Каунті      | 2:2     | Арсенал           |
| 29 лютого Перегравання  | Арсенал           | 0:0     | Дербі Каунті      |
| 13 березня Перегравання | Дербі Каунті      | 0:1     | Арсенал           |
| 26 лютого               | Евертон           | 0:2     | Тоттенгем Готспур |
| 26 лютого               | Манчестер Юнайтед | 0:0     | Мідлсбро          |
| 29 лютого Перегравання  | Мідлсбро          | 0:3     | Манчестер Юнайтед |
| 26 лютого               | Кардіфф Сіті      | 0:2     | Лідс Юнайтед      |
| 26 лютого               | Сток Сіті         | 4:1     | Галл Сіті         |
| 26 лютого               | Лейтон Орієнт     | 3:2     | Челсі             |
| 26 лютого               | Гаддерсфілд Таун  | 4:2     | Вест Гем Юнайтед  |
| 26 лютого               | Бірмінгем Сіті    | 3:1     | Портсмут          |

## Шостий раунд
На цьому етапі зіграли переможці попереднього раунду.
| Дата                    | Господарі         | Рахунок | Гості             |
| ----------------------- | ----------------- | ------- | ----------------- |
| 18 березня              | Лейтон Орієнт     | 0:1     | Арсенал           |
| 18 березня              | Лідс Юнайтед      | 2:1     | Тоттенгем Готспур |
| 18 березня              | Манчестер Юнайтед | 1:1     | Сток Сіті         |
| 22 березня Перегравання | Сток Сіті         | 2:1 дч  | Манчестер Юнайтед |
| 18 березня              | Бірмінгем Сіті    | 3:1     | Гаддерсфілд Таун  |

## Півфінали
У півфіналах зіграли команди, що перемогли на попередньому етапі.
| Дата                   | Господарі    | Рахунок | Гості          |
| ---------------------- | ------------ | ------- | -------------- |
| 15 квітня              | Лідс Юнайтед | 3:0     | Бірмінгем Сіті |
| 15 квітня              | Арсенал      | 1:1     | Сток Сіті      |
| 19 квітня Перегравання | Сток Сіті    | 1:2     | Арсенал        |

## Матч за третє місце
| Дата     | Господарі      | Рахунок      | Гості     |
| -------- | -------------- | ------------ | --------- |
| 5 серпня | Бірмінгем Сіті | 0:0 пен. 4:3 | Сток Сіті |

## Фінал
| 6 травня 1972 15:00 BST |

| Лідс Юнайтед | 1:0      | Арсенал |
| ------------ | -------- | ------- |
| Кларк 53'    | Протокол |         |

| Вемблі, Лондон Глядачів: 100 000 Арбітр: Девід Сміт |